# Општина Естелник (Ковасна)
Естелник (рум. Estelnic) општина је у Румунији у округу Ковасна.
Oпштина се налази на надморској висини од 744 m.

## Становништво

### Хронологија
| Година       | 2006 | 2007 | 2008 | 2009 | 2010 | 2011 | 2012 | 2013 | 2014 | 2015 | 2016 | 2017 |
| ------------ | ---- | ---- | ---- | ---- | ---- | ---- | ---- | ---- | ---- | ---- | ---- | ---- |
| Становништво | 1145 | 1183 | 1177 | 1180 | 1180 | 1181 | 1177 | 1160 | 1164 | 1160 | 1156 | 1137 |